# Габія довгочуба
Габія довгочуба (Habia cristata) — вид горобцеподібних птахів родини кардиналових (Cardinalidae).

## Поширення
Ендемік Колумбії. Поширений на обох схилах Західних Анд, від департаменту Антіокія на південь до Серро-Мунчике в департаменті Каука, а також на обох схилах Центральних Анд від Антіокії до департаменту Толіма. Мешкає в підліску вологих передгірних і гірських лісів.

## Опис
Дрібний птах, завдовжки до 19 см. Оперення в основному червоне, з довгим яскравим червоним гребнем, сіруватими боками і черевом. У самиці гребінь коротший.

## Спосіб життя
Харчується комахами і фруктами. Зазвичай вони харчуються високо на деревах або ловлять комах у польоті.